# 潘毓桂

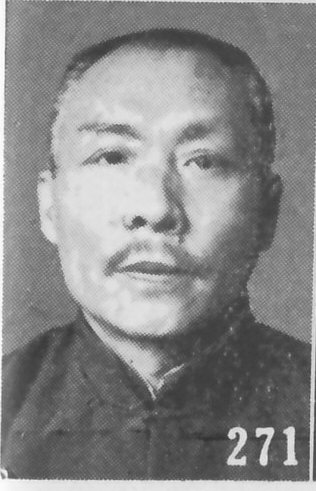
潘毓桂

潘毓桂（1884年—1961年11月12日），清末举人，日本早稻田大学法科毕业，日占時期曾任北平市公安局局长，天津市市长。字燕生，河北省盐山县人。其父潘文楼，曾在广西做知府。

## 生平
清末任京师内外城警察厅佥事。民国后，1917年任陈光远第十二师军法处长，兼任江西景德镇统税局长。1923年4月后，任蒙藏院付总裁，国务院参议，津浦铁路局副局长。1935年6月，伙同石友三、白坚武发动「北平自治」。1935年12月，宋哲元任冀察政务委员会委员长时，任宋的政务处处长，平津卫戍司令部高等顾问。
1937年的七七事变中，潘毓桂屡次向日军出卖國民革命軍第29軍作战计划，导致南苑失守，二十九军撤退后，潘留下善后，出任北平公安局局长。1938年1月17日，任日本控制占領的天津特别市市长。至1939年，出国参加会议而离任。1940年3月任华北政务委员会委员，华北垦业公司董事长。1945年12月5日在北京被国民党军统机关诱捕。1949年後继续关押在上海提篮桥监狱服刑。1961年11月12日，于监狱中病逝。
好收藏古董。曾为清末名妓赛金花书写碑文。有日本籍贯義女山口淑子，中文名潘淑华，又名李香兰。